# Angolo orario
In astronomia e nella navigazione astronomica, l'angolo orario è una delle coordinate usate nel sistema di coordinate equatoriali per esprimere la direzione di un punto sulla sfera celeste. L'angolo orario di un punto è l'angolo tra due piani: uno contenente l'asse terrestre e lo zenit (il piano meridiano), l'altro contenente l'asse terrestre e il punto dato (il cerchio orario che passa per il punto).

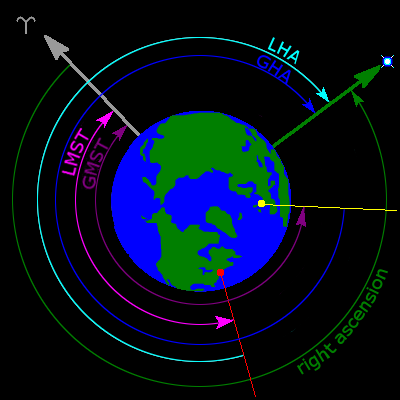
L'angolo orario locale (LHA) di una stella per un osservatore nei pressi di New York, visto da sopra il polo nord terrestre. Sono inoltre raffigurati l'ascensione retta (right ascension) e l'angolo orario di Greenwich (GHA) della stella, il tempo medio siderale locale (LMST) e il tempo medio siderale di Greenwich (GMST). Il simbolo dell'Ariete ♈ identifica la direzione verso il punto vernale (o primo punto d'Ariete, o punto gamma). Il punto rosso e il punto giallo indicano, rispettivamente, New York e Greenwich; le linee rette dello stesso colore che partono dai due punti indicano i rispettivi meridiani celesti locali.

L'angolo può essere espresso come negativo a est del piano meridiano e come positivo a ovest, oppure come positivo verso ovest da 0° a 360°. L'angolo può essere misurato in gradi o in unità di tempo, ponendo 24h = 360°.
In astronomia, l'angolo orario è definito come la distanza angolare sulla sfera celeste misurata verso ovest lungo l'equatore celeste a partire dal meridiano fino al cerchio orario passante per un punto. Può essere espresso in gradi, in unità di tempo, o in rotazioni a seconda dell'applicazione. Nella navigazione astronomica, la convenzione è quella di misurare in gradi verso ovest a partire dal meridiano primo (angolo orario di Greenwich), dal meridiano locale (angolo orario locale) o dal primo punto di Ariete (angolo orario siderale).
L'angolo orario viene usato in coppia con la declinazione per specificare in modo completo la direzione di un punto sulla sfera celeste nel sistema di coordinate equatoriali.

## Relazione con ascensione retta
L'angolo orario locale (LHA) di un oggetto nel cielo dell'osservatore può essere calcolato
{\displaystyle {\text{LHA}}_{\text{oggetto}}={\text{LST}}-\alpha _{\text{oggetto}}}
oppure
{\displaystyle {\text{LHA}}_{\text{oggetto}}={\text{GST}}+\lambda _{\text{osservatore}}-\alpha _{\text{oggetto}}}
dove LHAoggetto è l'angolo orario locale dell'oggetto, LST è il tempo siderale locale, {\displaystyle \alpha _{\text{oggetto}}} è l'ascensione retta dell'oggetto, GST è il tempo siderale di Greenwich e {\displaystyle \lambda _{\text{osservatore}}} è la longitudine dell'osservatore (positiva verso est a partire dal meridiano primo).
Così, l'angolo orario dell'oggetto indica quanto tempo siderale è passato da quando l'oggetto era al meridiano locale. È anche la distanza angolare tra l'oggetto e il meridiano, misurata in ore siderali (1h = 15°). Ad esempio, se un oggetto ha un angolo orario di 2,5h, ha attraversato il meridiano locale 2,5 ore siderali fa (cioè ore misurate con il tempo siderale), ed è attualmente 37,5° a ovest del meridiano. Angoli negativi indicano quanto tempo manca al prossimo transito al meridiano locale. Un angolo orario pari a zero significa che l'oggetto si trova attualmente sul meridiano locale.

## Angolo orario solare
L'angolo orario di un punto sulla superficie terrestre è l'angolo di cui la terra deve girare per portare il meridiano del punto direttamente sotto il sole. La terra ruota, quindi questo spostamento angolare rappresenta il tempo.
Quindi, osservando il Sole dalla Terra, l'angolo solare orario è un'espressione di tempo misurato come un angolo (di solito in gradi), a partire dal mezzogiorno solare.
A mezzogiorno solare, alla longitudine dell'osservatore sulla terra, l'angolo orario è di zero gradi, mentre il tempo prima di mezzogiorno solare è espresso in gradi negativi, e l'ora locale dopo mezzogiorno solare in gradi positivi.
L'angolo orario è lo spostamento angolare del Sole a est o a ovest del meridiano locale a causa della rotazione della terra sul suo asse a 15° per ora, con la mattina negativa e il pomeriggio positivo. Per esempio, alle 13:30 ora locale, l'angolo orario è +22,5°.
Il coseno dell'angolo orario (cos(h)) diventa un semplice strumento di calcolo per determinare il termine coseno al fine di calcolare l'altezza angolare del Sole (o la distanza zenitale complementare) di qualsiasi momento del giorno. A mezzogiorno solare, h = 0 quindi, cos(h) = 1; prima e dopo il mezzogiorno solare, il termine cos (± h) è lo stesso valore sia di mattina (angolo orario negativo) che di pomeriggio (angolo orario positivo), nel senso che il sole è alla stessa altezza nel cielo alle 11:00 come alle 13:00 dell'ora solare, ecc.

## Angolo orario siderale
L'angolo orario siderale (AOS) di un corpo sulla sfera celeste è la sua distanza angolare ovest dal punto vernale di solito misurata in gradi. L'AOS di una stella cambia lentamente, quello di un pianeta non cambia molto rapidamente, per cui tale angolo è un modo utile per elencare le loro posizioni in un almanacco. L'AOS viene spesso usato nella navigazione astronomica.